# Martin Elsaesser
Martin Elsaesser, parfois orthographié Elsässer, (28 mai 1884 à Tübingen – 5 août 1957 à Stuttgart) fut un architecte et professeur d'architecture allemand. Il est principalement connu pour les nombreuses églises qu'il bâtit.

## Biographie
De 1901 à 1906, Elsaesser étudia l'architecture à l'université technique de Munich avec Friedrich von Thiersch comme professeur et à l'université technique de Stuttgart avec Theodor Fischer. En 1905 il remporta le concours pour l'église luthérienne de Baden-Baden et initia sa carrière d'architecte en indépendant.
De 1911 à 1913 il fut l'assistant du professeur Paul Bonatz à l'université technique de Stuttgart. En 1913 il devint professeur d'architecture médiévale dans la même institution (jusqu'en 1920).
De 1920 à 1925 il fut le directeur de l'école d'artisanat de Cologne (connue ensuite sous le nom Kölner Werkschulen). En 1925 Ernst May, alors urbaniste en chef de la ville de Francfort-sur-le-Main, lui proposa de devenir chef du département municipal des bâtiments de la ville. Elsaesser resta à ce poste jusqu'en 1932. Sa plus grande réalisation durant cette période à Francfort fut la Großmarkthalle.
Lors de la période voyant les nazis au pouvoir, Elsaesser ne reçut aucune commande. Mais pour autant il ne choisit pas d'émigrer, il passa plutôt les années de guerre en exil intérieur, continuant à faire des visites d'étude architecturale et dessinant des projets utopiques.
Après la guerre il fut professeur de projet à l'université technique de Munich de 1947 à 1956.
Beaucoup de ses églises sont décorées de peintures de l'artiste Käte Schaller-Härlin.

## Bâtiments (sélection)

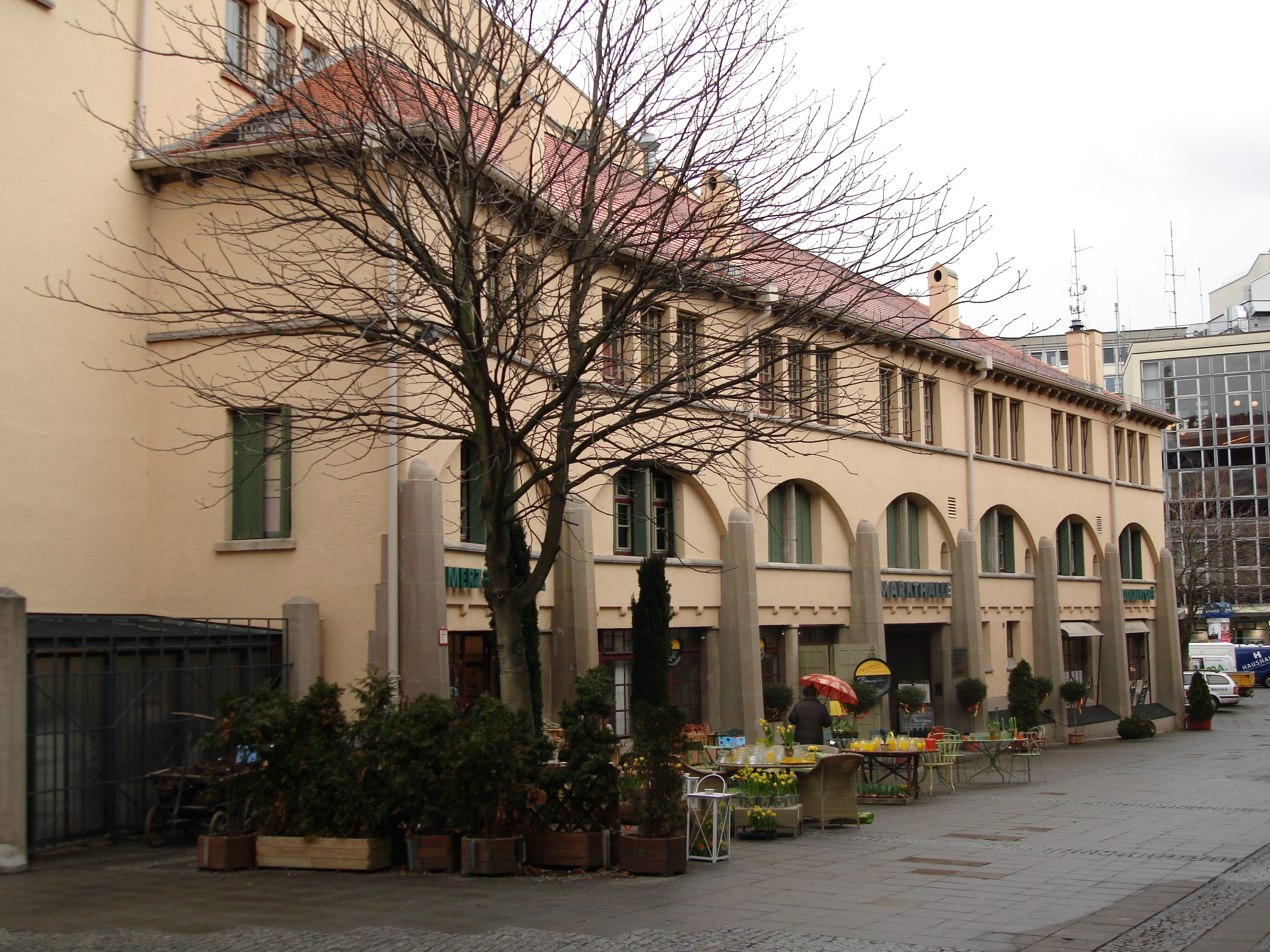
Marché de Stuttgart

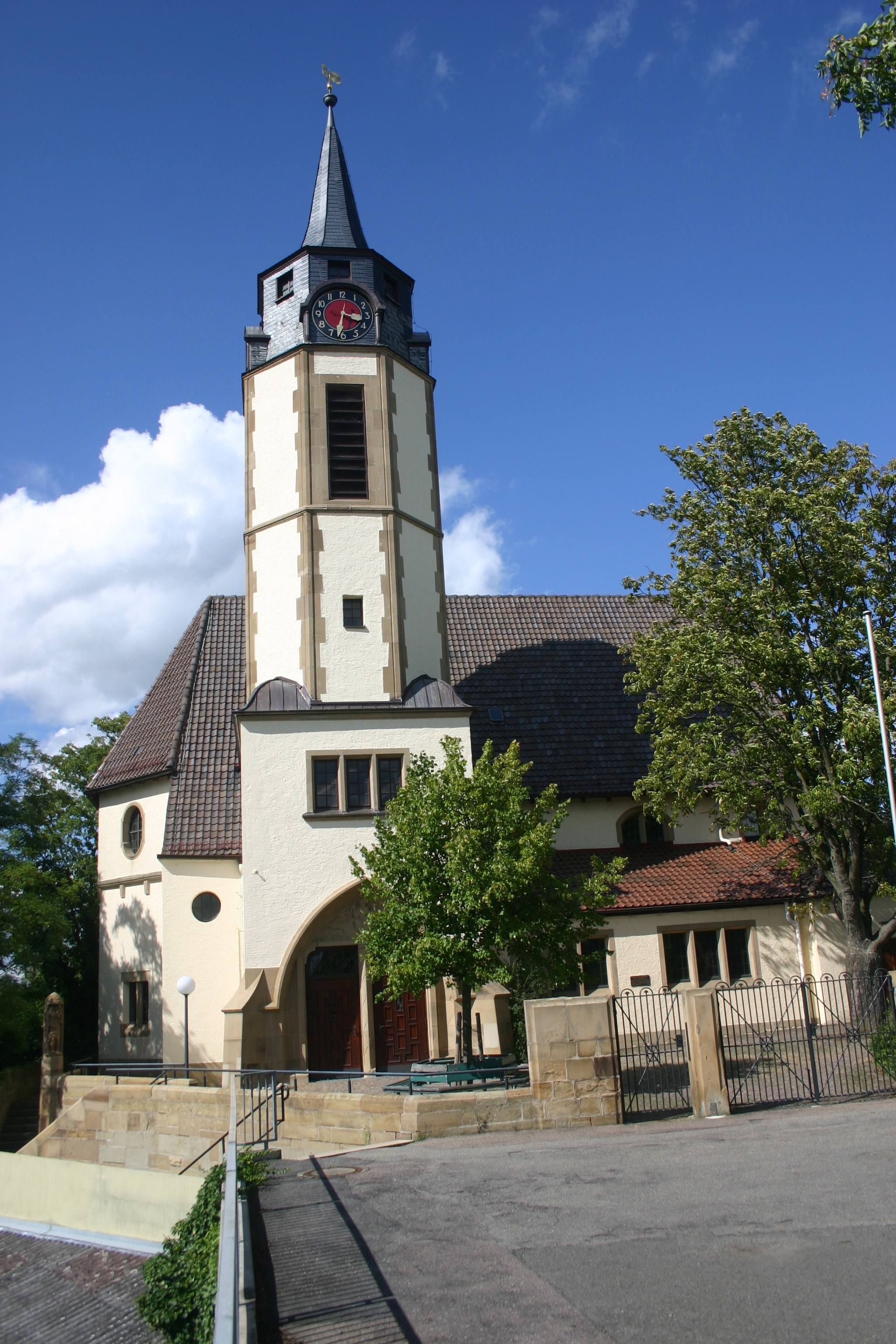
Église luthérienne de Saint-Georges à Massenbach

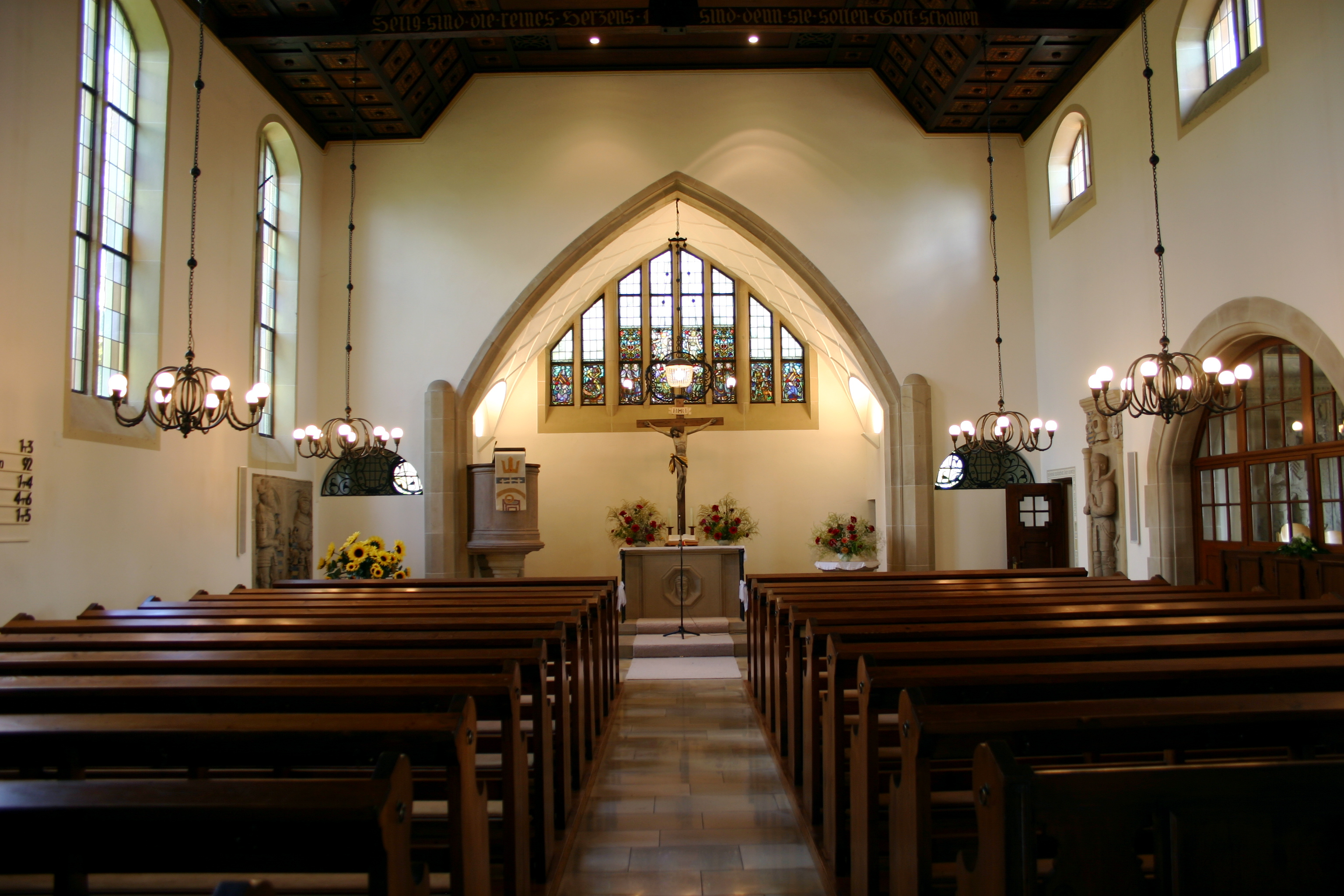
Église luthérienne de Massenbach, intérieurs

- 1909 : Königliche Fachschule für Edelmetallindustrie Schwäbisch Gmünd, aujourd'hui Hochschule für Gestaltung
- 1909-1910 : Église luthérienne de Saint-Eberhard, Tübingen
- 1909-1910 : École secondaire, Tübingen
- 1910 : Pont de chemin de fer, Tübingen
- 1910-1913 : Église luthérienne, Stuttgart-Gaisburg
- 1911 : Église luthérienne de Saint-Georges, Massenbach
- 1911-1914 : Marché couvert, Stuttgart
- 1913-1914 : Wagenburg-Gymnasium (école secondaire), Stuttgart-Gänsheide
- 1922-1924 : Extension du Kölner Werkschulen
- 1922-1924 : Immeuble de bureaux pour le Rheinisches Braunkohlensyndikat, Mannheim
- 1924-1925 : Maison privée du Dr S., Cologne
- 1925-1926 : Église luthérienne sud, Esslingen www.suedkirche-esslingen.de
- 1925-1926 : Sa propre maison, Francfort-sur-le-Main
- 1926 : Reconstruction en partie de l'église luthérienne de Saint-Laurentius, Stuttgart-Rohr (disparue par une rénovation en 1980)
- 1926-1928 : Großmarkthalle, Francfort-sur-le-Main
- 1928-1929 : École primaire de Römerstadt, Francfort-sur-le-Main
- 1930-1932 : Villa Reemtsma, Altona
- 1950-1951 : Tour résidentielle, Munich
- 1953-1954 : Reconstruction de la Gustav-Siegle-Haus (Stuttgart Philharmonic)

## Source
- (en) Cet article est partiellement ou en totalité issu de l’article de Wikipédia en anglais intitulé « Martin Elsaesser » (voir la liste des auteurs).